# 구네베쓰역
구네베쓰역(일본어: 久根別駅, くねべつえき)은 일본 홋카이도 호쿠토시에 있는 도난 이사리비 철도 도난 이사리비 철도선의 철도역이다.

## 역 구조
2면 3선의 혼합식 승강장이 있는 역으로, 열차의 교행이 가능하다. 고료카쿠 역에서 관리하는 무인역으로, 역사는 예전부터 사용되어 온 오래된 목조 역사를 쓰고 있다.

## 역 주변
- 구네베쓰 우체국
- 가미이소 릿쇼 유치원

## 역사
- 1913년 9월 15일 - 일본국유철도의 일반역으로 개업.
- 1961년 4월 11일 - 화물 취급 중지.
- 1984년 2월 1일 - 수하물 취급 중지.
- 1985년 3월 31일 - 무인, 간이 위탁화.
- 1987년 4월 1일 - 일본국유철도 분할 민영화로 홋카이도 여객철도가 계승.
- 1991년 12월 24일 - 역사 개축.
- 1990년대 - 간이 위탁을 폐지, 완전 무인화.
- 2016년 3월 26일 - 홋카이도 신칸센에 따라, 도난 이사리비 철도에게 이관됨.

## 인접한 역
| 도난 이사리비 철도 도난 이사리비 철도선 | 도난 이사리비 철도 도난 이사리비 철도선 | 도난 이사리비 철도 도난 이사리비 철도선 |
| --------------------------------------- | --------------------------------------- | --------------------------------------- |
| sh08 기요카와구치 기코나이 방면         | ■ 도난 이사리비 철도선                  | sh10 히가시쿠네베쓰 하코다테 방면       |